# Lines, Vines and Trying Times
Lines, Vines and Trying Times er det fjerde album fra Jonas Brothers og deres tredje udgivelse med Hollywood Records som pladeselskab. Det blev udgivet 16. juni 2009 i USA, hvor det fik blandede anmeldelser fra kritikerne. Da albummet blev udgivet, blev det #1 i Spanien, Canada, Mexico og England.

## Baggrund
I et interview med Rolling Stone , forklarer Nick Jonas titlen Lines, Vines and Trying Times som ”lidt poesi vi fandt på, på sættet til JONAS” Om meningen sagde han, ”Linjer (Lines) er noget nogen gir dig, om det er godt eller dårligt. Ranker (Vines) er ting, som kommer i vejen for den sti du følger, og prøvende tider (trying times) – tja, vi er åbenlyst unge fyre, men vi ved hvad der foregår i verden og ve prøver at kaste noget lys på det. ” ”Dette nye album for os, ville jeg ikke sige er et stort spring for os, men det er helt klart en fremgang i vores musik og en vokse oplevelse for os”, sagde han. ”Det har mange flere horn og strygere. Der er også mere til musikken end bare en typisk forholds sang; der er mange harmonier der bare ikke ville være der uden hornene og strygerne” tilføjede Joe Jonas.(”a bit of poetry we came up with on the set for JONAS” ” Lines are something that someone feeds you, whether it's good or bad. Vines are the things that get in the way of the path that you're on, and trying times — well, obviously we're younger guys, but we're aware of what's going on in the world and we're trying to bring some light to it.” ” This new album for us I wouldn't say it's a big jump, but it definitely is a progression in our music and a growth for us,” ” It has a lot more kinds of horns and a lot more strings. Also there's more to the music rather than just a typical kind of relationship song; there are many harmonies that just wouldn't be there without the horn and string sections”). 
I et andet interview, forklarer Nick Jonas at albummet mest handler om ”alle ting vi gennemgår, personlige oplevelser vi får inspirationen fra”. Han tilføjede også, at ”vi har også arbejdet på at bruge metaforer… for på en måde at maskere bogstavelige ting der er sket for os…..” Kevin Jonas tilføjede også, at ”den overordnede besked er, at det er de samme gamle Jonas Brothers, på en måde” og, at de vil tilføje ”forskellige musikalske instrumenter, som vil tilføje og bygge til den lyd vi allerede har.”(” all things we've gone through, personal experiences we get inspiration from” ” we've also been working on trying to use metaphors...to kind of mask a literal thing that happens to us......” ” the overall message is its the same old Jonas Brothers, in a sense” ” different musical instruments that are going to add and build to the sound we already have.”) Musikalsk indflydelse på dette album inkluderer Elvis Castello, The Zutons, Coldplay og Niel Diamond .
I et interview for at promovere albummet, med Nicole Anderson, som blev vist på Disney Channel, beskrev Jonas Brothers meningerne og inspirationen til flere af sangene. ”Much Better” er en sang bandet skrev om et forhold hvor du opdager at den person du er sammen med er meget bedre end den du var sammen med før og også til deres fans for at takke dem for deres støtte.

## Promovering
- Jonas Brothers promoverer deres album på deres 2009 World Tour, der begyndte 18. maj, 2009 i Lima, Peru. [3]
- Sangen ”Fly With Me” var med i rulleteksterne til filmen Night at the Museum: Battle of the Smithsonian.[4]
- De har afholdt tre live web chats via Facebook (7. maj, 28. maj og 4. juni) for at promovere albummet.[5][6]
- Brødrene spillede sange fra albummet på en Wal-Mart Souncheck koncert, som blev udgivet 9. juni, 2009. [7]
- De spillede i Good Morning America 12. juni, 2009, som en del af deres Sommer Koncert Serie. [8]

- Radio Disney spillede alle sangene fra albummet over en periode på fire dage mellem 11.- og 14. juni. Hele albummet havde premiere 15. juni, 2009.
- Den 21. juni, 2009 var de medværter og spillede ved 2009 MuchMusic Video Awards. [9]
- Jonas Brothers var med i flere forskellige tv shows for at promovere albummet, blandt andet: Live with Regis & Kelly, The Late Show with David Letterman, Good Morning America, Jimmy Kimel Live, Larry King Live, The Today Show og Late Night with Jimmy Fallon. [10]

## Kritisk modtagelse
Anmeldelserne af albummet var generelt blandede. Allmusic nævnte ”overtænkt og over-produceret”, som albummets hoved fejl, og noterede at gruppens kombination af ”teen pop, som spidder voksent i dets lyd og form” virkede besværet på deres forrige album, A Little Bit Longer, men følte, at på ”Lines” ”kunne man se syningerne”.  Greg Kot fra Chicago Tribune siger, ”Hastværket mod modenhed, er, tja, for tidligt,” og tilføjede, at ”strygerne og hornene […] kun mosser tingene ned” ." Entertainment Weekly kritiserede ”Don’t Charge Me for the Crime”, og kaldte det for ”den soniske ækvivalent til at stirre ned en baby kanins pistil”, men roste ”Black Keys” for at være det ærligste nummer, og tilføjede at ”dets stille brysttag af teenager fortvivlelse let overskrider ”Lines” forseelses mytterier.  The New York Daily News kritisere sangen ”World War III”, og siger at, ”Det lyder som om de lige har fortrukket en kollektiv brok”.  The Los Angeles Times var mere positiv i deres kritik, og kaldte albummet gruppens mest easygoing og nydelige indtil videre. (” teen pop that skews adult in its sound and form” – Allmusic | ”The rush to maturity is, well, premature” ”the strings and horns [...] only bog things down” – Greg Kot, Chicago Tribune | ”the sonic equivalent of being held at gunpoint by a baby rabbit” (Don’t Charge Me for the Crime) ”its quiet brushstrokes of teenage despair easily transcend Lines' misdemeanor mutinies.” (Black Keys) – Entertainment Weekly | ”it sounds like they just pulled a collective hernia” (WWIII) – New York Daily News | ”most easygoing and enjoyable yet” – Los Angeles Times)

## Sange
1. World War III
  - Skrevet af Nick Jonas
2. Paranoid
  - Skrevet af Jonas Brothers, Cathy Dennis, John Fields
3. Fly with Me
  - Skrevet af Jonas Brothers, Greg Garbowsky
4. Poison Ivy
  - Skrevet af Jonas Brothers, Greg Garbowsky
5. Hey Baby
  - Skrevet af Jonas Brothers
6. Before the Storm featuring Miley Cyrus
  - Skrevet af Jonas Brothers, Miley Cyrus
7. What Did I Do to Your Heart
  - Skrevet af Jonas Brothers
8. Much Better
  - Skrevet af Jonas Brothers
9. Black Keys
  - Skrevet af Nick Jonas
10. Don’t Charge Me for the Crime featuring Common
  - Skrevet af Jonas Brothers, Ryan Liestman, Common
11. Turn Right
  - Skrevet af Jonas Brothers
12. Don’t Speak
  - Skrevet af Jonas Brothers, John Fields
13. Keep It Reel
  - Skrevet af Jonas Brothers, bonus track fra JONAS

## Singler
"Paranoid"
”Paranoid” blev udgiver som albummets førstesingle 12. maj 2009. Hollywood Records bekræftede 29. april, 2009 at sangen ”Paranoid” ville være albummets officielle single. Den 7. maj 2009 blev sangen spillet for første gang på Radio Disney. Den blev udgivet som en officiel radiosingle 8. maj, 2009 og blev udgivet som en digital download 12 maj. Musik videoen blev instrueret af The Malloys Musikvideoen til Paranoid havde premiere 23. maj, 2009 på Disney Channel, Jonas Brothers Myspace side og Jonas Brothers YouTube kanal. Musik videoen kunne købes dagen efter.
"Fly with Me"
”Fly with Me” blev udgivet som single 9. juni, 2009. Sangen blev først brugt under rulleteksterne til filmen Night at the Museum 2: Battle of the Smithsonian. Musikvideoen havde premiere på Disney Channel 7. juni, 2009. 

## Hitlister
I den første uge solgte Lines, Vines and Trying Times 247.000 eksemplarer og debuterede derved som #1 på Billboard 200.  
Ugen efter solgte den 68.000, 72% mindre end debut ugen.
Den tredje uge på hitlisten faldt den til placering #8 og solgte 42.000 eksemplarer, 39 % mindre end den anden uge. It stood at #10 with only 34,000 copies sold in its fourth week.
Ugen efter faldt den til #14.
| Hitliste(2009)               | Højeste position position | Plade | Salg    |
| ---------------------------- | ------------------------- | ----- | ------- |
| Australsk Album Hitliste     | 5                         | -     | 7.000   |
| Østrigsk Album Hitliste      | 33                        | -     | -       |
| Argentinsk Album Hitliste    | 3                         | -     | -       |
| Belgisk Album Hitliste       | 16                        | -     | -       |
| Brasilien Top 10 CD          | 5                         |       |         |
| Canadisk Album Hitliste      | 1                         |       | 25.000  |
| Dansk Album Hitliste         | 28                        | -     | -       |
| Hollandsk Album Hitliste     | 21                        | -     | -       |
| Finsk Album Hitliste         | 15                        | -     | -       |
| Fransk Album Hitliste        | 16                        | -     | 1.000   |
| Irsk Album Hitliste          | 6                         | -     | -       |
| Italiensk Album Hitliste     | 8                         | -     | 12.019  |
| MexicanskAlbum Hitliste      | 1                         | -     | -       |
| New Zealandsk Album Hitliste | 8                         | -     | -       |
| Norsk Album Hitliste         | 25                        | -     | -       |
| Polsk Album Hitliste         | 22                        | -     | -       |
| Portugisisk Album Hitliste   | 3                         | -     | -       |
| Spansk Album Hitliste        | 1                         | -     | 10.000  |
| Svensk Album Hitliste        | 11                        | -     | -       |
| Schweizisk Album Hitliste    | 46                        | -     | -       |
| Engelsk Album Hitliste       | 9                         | -     | 18.000  |
| USA Billboard 200            | 1                         | -     | 391.000 |

## Udgivelses historik
| Region                                      | Dato           |
| ------------------------------------------- | -------------- |
| Frankrig, Polen, Østrig, Spanien, og Irland | 12. juni 2009  |
| England (udvalgte), Portugal og Mexico      | 15. juni 2009  |
| USA, Canada, Brasilien, og Colombia         | 16. juni 2009  |
| Asien og Latin-Amerika                      | 17. juni 2009  |
| Australien og Oceanien                      | 19. juni 2009  |
| Japan                                       | 5. august 2009 |

## Medvirkende
- Paul Kevin Jonas II: Guitar, klaver (”Turn Right”), kor
- Joe Jonas: Guitar, vokal
- Nick Jonas: Guitar, vokal, keyboard, klaver, klokkespil, trommer på ”What Did I Do to Your Heart”, ”Hey Baby” og ”Keep It Real”
- John Fields: Bas, guitar, keyboard, programming, vokal, perkussion, bariton guitar, talk box
- John Taylor: guitar, vokal
- Dorian Crozier: trommer, perkussion, keyboard
- Ken Chastain: Perkussion , programming, keyboard
- Steve Lu: Keyboard
- Commissioner Mike: Politi skanner på ”Don’t Charge Me for the Crime”
- Common: gæsterapper på ”Don’t Charge Me for the Crime”
- Chris Beay: Guitar solo på ”Much Better”
- Will Owsley: Pedal steel og guitar på ”Turn Right”; Mandolin og bariton guitar på ”What Did I Do to Your Heart”
- Stuart Duncan: Violin på ”Turn Right” og ”What Did I Do to Your Heart”
- Greg Garbowsky: Bas på ”What Did I Do to Your Heart”
- John Lind: Akustisk guitar på ”What Did I Do to Your Heart”
- Frederic Yonnet: Harmonika på ”What Did I Do to Your Heart”
- Bruce Bouton: Pedal steel på ”Before the Storm”
- Miley Cyrus: Gæstevokal på ”Before the Storm”
- Millard Powers: 12-strengs akustisk guitar på ”Before the Storm”
- Michael Bland: Trommer på ”Hey Baby” og ”Paranoid”
- Johnny Lang: Guitar på ”Hey Baby”
- Steve Roehm: Vibraphone på ”Paranoid”

- Strenge på ”Black Keys”, ”Don’t Speak”, ”Fly With Me” og ”Before the Storm” arrangeret og dirigeret af Steve Lu og spillet af Eric Gorfain, Daphne Chen, Radu Pieptea, Wes Precourt (Violin), Caroline Buckman, Briana Bandy (Bratsch), Richard Dodd og Matt Cooker (Cello)
- Horn på ”Much Better” og ”Hey Baby” arrangeret af Michael Nelson og spiller af The Hornheads: Steve Strand (Første trompet), Dave Jensen (Trompet), Michael Nelson (Trombone), Kenni Holmen (Tenor sax), Kathy Jensen (Baryton sax).
- Horn på ”Poison Ivy” arrangeret af Ken Chastain og spillet af Matt Darling (Trombone), Joe Mechtenberg (Sax), Zack Lozier (Trumpet)
- Horn på ”World War III” arrangeret af Jerry Hey (Trompet), Gary Grant (Trompet), Dan Higgins (Sax), Bill Reichenbach (Trombone)
- Horn på ”Keep It Real” arrangeret af Steve Lu og spillet af Dan Fernero (Trompet), George Stanford (Trombone), Brian Gallagher (Sax)

## External links
- Jonas Brothers' Australian website Arkiveret 2. januar 2012 hos  Wayback Machine
- Jonas Brothers' official website
- Jonas Brothers på Myspace